# Garland, Texas
Garland este un oraș din Statele Unite ale Americii.
1. ↑   http://www.garlandtx.gov/directory.aspx?eid=222, accesat în 9 mai 2022 Lipsește sau este vid: |title= (ajutor)
2. ↑  Recensământul Statelor Unite ale Americii din 2010, accesat în 9 iulie 2020